# Colicine
Les  colicines sont des toxines, de la famille des bactériocines, produites par, la bactérie Gram négative, Escherichia coli.
C'est la première bactériocine à être mise en évidence, en 1925.  
Ces toxines permettent de tuer les bactéries voisines, et  ainsi d'obtenir une niche écologique plus intéressante.

## Mode d'action
Les colicines agissent principalement sur les canaux ioniques de la bactérie provoquant une perte du potentiel de membrane conduisant à la mort, par lyse, de la bactérie. 
Les colicines peuvent avoir une activité endonucléasique ou endoribonucléasique en dégradant l’ARN 16S ribosomique, bloquant ainsi la synthèse protéique et provoquant la mort de la bactérie. Certaines colicines peuvent inhiber la synthèse du peptidoglycane et de l’antigène O provoquant la lyse cellulaire.